# Вестфаль, Хайди
Хайди Вестфаль (нем. Heidi Westphal; род. 5 июля 1959, Гнойен, Мекленбург — Передняя Померания) — немецкая гребчиха, выступавшая за сборную ГДР по академической гребле в конце 1970-х — начале 1980-х годов. Серебряная призёрка летних Олимпийских игр в Москве, чемпионка мира, победительница многих регат национального и международного значения. 

## Биография
Хайди Вестфаль родилась 5 июля 1959 года в городе Гнойен, ГДР. Проходила подготовку в Лейпциге в спортивном клубе DHfK Leipzig.
Впервые заявила о себе в гребле в 1975 году, выиграв Спартакиаду ГДР.
Первого серьёзного успеха на взрослом международном уровне добилась в сезоне 1979 года, когда вошла в основной состав восточногерманской национальной сборной и побывала на чемпионате мира в Бледе, откуда привезла награду золотого достоинства, выигранную в зачёте женских парных двоек.
Благодаря череде удачных выступлений удостоилась права защищать честь страны на летних Олимпийских играх 1980 года в Москве — вместе с напарницей Корнелией Линзе заняла второе место в парных двойках, уступив только советскому экипажу Елены Хлопцевой и Ларисы Поповой, и тем самым завоевала серебряную олимпийскую медаль. За это выдающееся достижение по итогам сезона была награждена орденом «За заслуги перед Отечеством» в бронзе.
После московской Олимпиады Вестфаль осталась в составе гребной команды ГДР и продолжила принимать участие в крупнейших международных регатах. Так, в 1981 году она выступила на чемпионате мира в Мюнхене, где стала серебряной призёркой в парных четвёрках с рулевой.
В 1982 году на мировом первенстве в Люцерне вновь получила серебро в рулевых парных четвёрках.
Завершив спортивную карьеру, работала клерком в коммерческой сфере.